# 牟家坝镇
牟家坝镇，是中华人民共和国陕西省汉中市南郑区下辖的一个乡镇级行政单位。
2011年时，下辖20个村，总面积56.64平方公里，总人口15898人，乡政府驻地——牟家坝。同年，汉中市人民政府向陕西省人民政府申请，将南郑县的高家岭乡，整建制并入牟家坝镇。并入后，共计管辖31个村，面积90.39平方公里，总人口27304人，乡政府驻地不变。

## 行政区划
牟家坝镇下辖以下地区：
牟家坝镇社区、牟家坝村、王家沟村、柳沟村、里八沟村、关公庙村、青山沟村、马仙坝村、云峰寺村、徐家庵村、幸福桥村、祖师店村、马鞍山村、高家岭村、朱家河村、打鼓庙村、茶房寺村和武学桥村。